# Campamento de Dheisheh
El campamento de Dheisheh (en árabe: مخيم الدهيشة‎) es un campamento de refugiados palestino ubicado justo al sur de la ciudad de Belén, en Cisjordania (Palestina). El campamento de Dheisheh fue establecido en 1949 en 0,31 kilómetros cuadrados del término municipal de Belén arrendados por UNRWA al gobierno jordano, que en aquel momento controlaba Cisjordania. El objetivo era crear un refugio provisional para 3.400 refugiados palestinos de 45 pueblos al oeste de Jerusalén y de Hebrón  que habían huido o habían sido expulsados de sus hogares durante la guerra árabe-israelí de 1948. A fecha de enero de 2017, la población del campamento de Dheisheh era de 12.954 habitantes según UNRWA España, mientras que la versión inglesa afirmaba que se encontraba cerca de los 15.000 habitantes.

## Denominación
Hay diversas maneras de transcribir el nombre del campamento, debido al variado uso que se da del alfabeto latino. Entre las posibles variantes al nombre de Dheisheh se encuentran "Deheishe", "Deheisheh", "Duheisha", "Dheisha" y "Dhaisha".
De hecho, aunque UNRWA utiliza oficialmente el nombre "Dheisheh", la Autoridad Nacional Palestina se refiere al campamento como "Duheisha" en sus documentos.
Tampoco entre los medios de comunicación hay consenso sobre el nombre del campamento, y mientras que Al Jazeera se refiere a él con la forma "Dheisheh", la agencia de noticias palestina Ma'an viene usando la forma alternativa "Duheisha.". La ONG israelí B'Tselem utiliza la versión "Duheisheh".

## Historia

### Ocupación jordana
La negativa árabe a aceptar la resolución 181 de la Asamblea General de las Naciones Unidas el 29 de noviembre de 1947, que establecía la división del antiguo Mandato Británico de Palestina en dos estados, uno árabe (Palestina) y uno judío (Israel), desembocó en la guerra árabe-israelí de 1948. Antes y durante dicha guerra, cientos de miles de palestinos fueron expulsados por o huyeron del avance de las tropas israelíes en lo que se conoció como la Nakba. Tras el armisticio de 1949, Israel no permitió a estos refugiados palestinos volver a sus hogares, con lo que las Naciones Unidas decidieron crear campamentos de refugiados para ellos en Jordania, Siria y Líbano, así como en Cisjordania (que quedó bajo ocupación militar jordana) y la Franja de Gaza (ocupada por Egipto), hasta que se encontrase una solución permanente para estos refugiados.
El campamento de Dheisheh fue establecido en 1949 en 310 dunums (0,31 kilómetros cuadrados) con el fin de dar cobijo a los refugiados palestinos que fueron expulsados o huyeron de sus casas y tierras en unas 45 aldeas al oeste de las ciudades de Jerusalén y Hebrón. Hacia finales de los años cincuenta, la Agencia de las Naciones Unidas para los Refugiados de Palestina en Oriente Próximo (UNRWA) comenzó a construir viviendas unifamiliares muy sencillas: una sola habitación de 10 metros cuadrados, con muros de 10 cm de espesor y 2,45 m de altura, un techo de acero y un suelo de hormigón. Los refugiados empezaron a construir sus propias casas para evitar vivir en las que UNRWA les había ofrecido.

### Ocupación israelí
Desde la guerra de los Seis Días en 1967, el campamento de Dheisheh y el resto de Cisjordania han permanecido bajo ocupación israelí. Durante los años que transcurrieron entre el inicio de la ocupación israelí en 1967 y el traspaso del campamento a la Autoridad Nacional Palestina en 1995, Dheisheh estuvo bajo toque de queda una media de 3,5 días al mes, algunos de ellos durando hasta 84 días consecutivos. Tras la reestructuración administrativa surgida en los Acuerdos de Oslo, el campamento de Dheisheh quedó en la denominada Área A, de pleno control tanto político como militar palestino, si bien el ejército israelí no ha dejado de realizar incursiones en el campamento.
Poco antes de la Primera Intifada, el 9 de junio de 1987, entre 70 y 100 colonos judíos atacaron el campamento de Dheisheh destrozando casas y coches y atacando a sus residentes, quienes acusaron al ejército israelí de no actuar en su defensa. Durante la Primera Intifada, el ejército israelí instaló una alambrada de seis metros de alto alrededor del campamento, taponando trece de las catorce entradas de que disponía originalmente, instalando un torno de acceso en la única entrada abierta. Dicha valla ya fue retirada y el torno no está funcionando actualmente, aunque aún se puede ver a la entrada del campamento.
En el contexto de Segunda Intifada, el 5 de octubre de 2000, un refugiado del campamento llamado Mustafa 'Abd al-Hamid Fararjeh, de 21 años, moría de un disparo en la espalda realizado por fuerzas de seguridad israelíes cerca de Belén. El 7 de noviembre de 2000, 'Abdallah Khaled 'Amarneh, de 24 años y también residente del campamento de Dheisheh, moría en la propia ciudad de Belén por disparos de las fuerzas de seguridad israelíes durante una manifestación. El 5 de diciembre de 2000, otro residente del campamento llamado 'Abd al-Qader 'Omar Jib Abu Qatan moría por disparos de soldados israelíes con tan solo 22 años. Tres días después, el 8 de diciembre, el ejército israelí mató de un disparo en la cabeza durante una manifestación en el campamento de Dheisheh a Mutaz Azmi Ismael Teilakh, de 16 años. Dos días después fue Mahmoud Yusef al-Mughrabi, de 24 años, quien moría por disparos israelíes. También en una manifestación, esta vez el 28 de septiembre de 2001, moría de un disparo en el pecho Mahmoud Ali Sukar, de 15 años. El disparo lo había realizado un policía de fronteras israelí. El 25 de noviembre de ese mismo año, en otra manifestación, un disparo realizado por un soldado israelí mataba a Kifah Khaled Obeid, de 13 años.
El 8 de marzo de 2002, un helicóptero israelí disparó un misil en la ciudad de Belén que mató a ocho civiles, entre ellos Sa'id 'Eid, de 35 años, e 'Issa Faraj, de 20 años, naturales del campamento de Dheisheh. Dos palestinos más morían en el propio campamento ese mismo día, uno de ellos por disparos de soldados israelíes y otro por un obús de un carro de combate. Tres días después, el 11 de marzo de 2002, el ejército israelí penetró en el campamento con medio centenar de carros de combate y el apoyo aéreo de helicópteros, haciendo prisioneros a unos 600 de sus habitantes, a los que obligaron a quitarse la ropa y meterla en una bolsa de plástico para después vendarles los ojos, atarles las manos y llevarlos a un almacén vacío. Majid Faraj, el Jefe de Inteligencia de la Autoridad Nacional Palestina desde 2009, nació en el campamento de Dheisheh en 1962. Miembro de Fatah durante mucho tiempo, pisó una prisión israelí por primera vez a los 15 años y ha pasado un total de 6 años de su vida bajo custodia israelí. En abril de 2002, durante la Operación Escudo Defensivo, el ejército israelí acabó a tiros con la vida de su padre. El 13 de mayo de 2002 murió Fadi Muhammad Talal al-Shehadeh, de 16 años, por disparos del ejército israelí. Menos de dos semanas después, el 22 de mayo, un trabajador del campamento de 35 años llamado Musa Daraghmeh iba conduciendo hacia su trabajo en Israel cuando recibió el impacto de disparos realizados por fuerzas israelíes, muriendo ese mismo día. Poco después, el 29 de junio de 2002, una bala de plomo recubierta de goma impactó en la cabeza de Muhammad Ahmad 'Atallah, de 18 años, cuando arrojaba piedras a los soldados israelíes. Murió el 1 de julio de las heridas sufridas.
El 23 de abril de 2006, Ahmad Muhammad 'Ali Musleh, de 28 años y en busca y captura por las autoridades israelíes, fue localizado por un unidad encubierta israelí en un coche con dos amigos. Él y uno de sus amigos murieron por los disparos de los soldados, mientras que su otro amigo fue arrestado. El 28 de enero de 2008, en el transcurso de una incursión israelí en el campamento, Qusay Suleiman Muhammad al-Afandi (16 años) murió de un disparo en el abdomen que recibió, según unas fuentes, cuando caminaba hacia la tienda de su padre, y según otras, cuando arrojaba piedras a los soldados que intentaban capturar a otros individuos.
El 24 de febrero de 2015, durante una operación para arrestar un residente del campamento, unos soldados israelíes mataron a tiros a un joven de 19 años llamado Jihad Shehadeh 'Abdallah al-J'afri. El 13 de octubre de 2015, un residente del campamento llamado Mu'taz Ibrahim Hamdan Zawahreh, de 28 años, fue abatido por soldados israelíes cuando intentaba arrojarles un cóctel molotov en la Tumba de Raquel. El 8 de diciembre de este mismo año, soldados israelíes mataron de un disparo en la cabeza a Malek Akram Mahmoud Shahin, de 19 años, en el transcurso de los enfrentamientos derivados de la entrada de los soldados al campamento para realizar un arresto. El 15 de julio de 2017, un joven de 18 años del campamento llamado Bara Hamamdah murió abatido por el disparo de un soldado israelí durante una incursión en el campamento de Dheisheh. Menos de un mes después, el 9 de agosto de 2017, una nueva víctima mortal de las tropas israelíes fue Raed Salhi, de 21 años, a quien dispararon por la espalda mientras escalaba desarmado la tapia trasera de su casa para escapar de los soldados. Habiendo recibido siete impactos de bala en el hígado y los muslos, los soldados arrastraron a Raed por las calles del campamento durante media hora, tras lo cual pasó casi un mes en coma, falleciendo el 3 de septiembre; durante este tiempo, su familia no recibió información alguna de su estado y vio denegadas sus solicitudes para poder visitarlo en el Hospital Hadassah de Jerusalén. El 5 de abril de 2019, un soldado israelí mató en el campamento a un enfermero de 17 años llamado Sajed Mizher. En el transcurso de una incursión del ejército israelí, Sajed se apresuró a atender a un herido de bala y recibió el mismo un disparo en el estómago que acabó con su vida. Iba adecuadamente identificado como enfermero en el momento en el que el soldado israelí lo mató.
Durante otra incursión israelí en el campamento acaecida el 16 de enero de 2023, un soldado israelí mató de un disparo en la cabeza a Omar Khmour, un chico de 14 años del campamento.
Seis décadas de crecimiento natural de la población han expandido las dimensiones del campamento a un área de entre 1 y 1,5 kilómetros cuadrados. Las dimensiones exactas del campamento están sujetas a un continuo debate entre los propios residentes, UNRWA y la Autoridad Nacional Palestina. Estas dos últimas instituciones son las encargadas de proveer de servicios a los residentes dependiendo de si tienen estatus de refugiado o no.

## Demografía
De acuerdo con las cifras de OCHA, el campamento tenía 8.236 habitantes antes de 1967. En el censo llevado a cabo por las autoridades israelíes justo después de conquistar y ocupar militarmente Cisjordania en la guerra de los Seis Días, la población del campamento de Dheisheh era de 4.149 habitantes.
Las cifras en torno a la población actual del campamento de Dheisheh presentan una serie de conflictos entre los censos de la Autoridad Nacional Palestina y UNRWA. Según la Oficina Central de Estadísticas de Palestina, el campamento tenía una población aproximada de 9.399 residentes a mediados de 2006, calculados a partir del crecimiento natural de la población, que había pasado de 8.829 personas en 2004 a 9.114 personas en 2005. Por otro lado, en enero de 2009, el Censo de Población y Alojamiento de 2007, emprendido por la misma Oficina Central de Estadísticas de Palestina para la Autoridad Nacional Palestina, presentaba las siguientes estadísticas para el año 2007:
| Tipo demográfico                        | Total |
| --------------------------------------- | ----- |
| Núm. de habitantes                      | 8.736 |
| Núm. de mujeres                         | 4.310 |
| Núm. de hombres                         | 4.426 |
| Núm. de viviendas                       | 1.905 |
| Núm. de edificios                       | 1.170 |
| Núm. de unidades familiares             | 1.698 |
| Tamaño medio de las unidades familiares | 5,1   |

Cabe destacar la contabilización de aproximadamente 700 personas menos con respecto a las cifras estimadas para 2006. De igual manera, la cifra de este censo de 2007 es menor que la aportada por la Oficina Central de Estadísticas de Palestina para 2004.
Por otro lado, el censo de UNRWA aportaba las siguientes cifras para el campamento de Dheisheh a 30 de junio de 2008:
| Tipo demográfico   | Total  |
| ------------------ | ------ |
| Núm. de habitantes | 13.017 |
| Núm. de familias   | 2.838  |
| Núm. de niños      | 129    |

La discrepancia observada entre los distintos recuentos de población del campamento se ve influida por varios motivos, entre los que destacan las diferentes consideraciones en torno a las dimensiones del campamento y al estatus de los residentes sin registrar. Dado que las propiedades de los habitantes del campamento no están sujetas a impuestos siempre que se encuentren dentro del propio campamento, se ha generado un fenómeno migratorio hacia Dheisheh de palestinos que no están registrados como refugiados por UNRWA, y por ello las desavenencias en cuanto la población y tamaño del campamento no dejan de crecer. Sin embargo, no hay cifras precisas del número de inmigrantes.
A esto se añade que la inscripción como refugiado en UNRWA no es obligatoria y, por lo tanto, no se puede tomar como referencia para valorar la cantidad de refugiados reales que viven dentro del campamento.
A fecha de enero de 2017, la población del campamento de Dheisheh era de 12.954 habitantes según UNRWA España, mientras que la versión inglesa afirmaba que se encontraba cerca de los 15.000 habitantes. Tiene una densidad de población de 45.454 habitantes por kilómetro cuadrado.
Según las estadísticas de UNRWA, el campamento de Dheisheh es el quinto mayor campamento de refugiados de Cisjordania por número de habitantes, por detrás de los campamentos de Balata, Shu'fat, Tulkarem y Askar (en este orden). También es el quinto mayor campamento en términos de superficie, solamente precedido de Aqbat Jabr, Ein-el-Sultan, Yenín y Kalandia.
Según los datos de la Oficina Central de Estadísticas de Palestina, el campamento de Dheisheh sería el sexto más grande de Cisjordania tras los de Balata, Askar, Tulkarem, Yenín y Kalandia (por este orden).

## Organizaciones locales
Una serie de organizaciones locales e internacionales ofrecen servicios humanitarios dentro del campamento de Dheisheh. Muchas de estas organizaciones tienen una objetivo muy concreto, entre las que destacan las siguientesː
La organización Karama es una organización local cuyo objetivo es proporcionar actividades de ocio a los niños que viven en el campamento.
El Centro Cultural Ibdaa tiene como meta crear una atmósfera positiva para los niños del campamento.
La Sociedad "Visión Futura" para el Desarrollo de Capacidades (AREEN) es otra organización ubicada en el campamento de Dheishe. Esta organización sin ánimo de lucro busca proporcionar un mejor futuro para los niños y jóvenes del campamento, especialmente para las niñas.
En Centro de Rehabilitación Comunitario ha creado una sección de audiología y una escuela para niños sordos.

## Educación
Hay cuatro escuelas de UNRWA en el campamento de Dheisheh con un total de 2.150 alumnos y alumnas. Las dos escuelas femeninas comparten muchas de sus instalaciones. Las dos escuelas masculinas comparten un mismo edificio, aunque se ha separado en dos partes para aislar a los más pequeños de los mayores. Entre las instalaciones de estas escuelas hay bibliotecas, laboratorios y salas de ordenadores. Los sábados se ofrecen clases de refuerzo de matemáticas y árabe.

## Sanidad
Hay un centro de salud en el campamento que proporciona cobertura sanitaria también a las aldeas de los alrededores. Este centro de salud provee a los habitantes del campamento de atención reproductiva, pediatría, vacunación, chequeos y tratamiento para enfermedades tanto contagiosas como no contagiosas, así como tratamiento psicológico. Un dentista visita el centro médico tres días a la semana y también existe un servicio de rehabilitación y una máquina de rayos X. Aunque se han hecho progresos últimamente en este aspecto, el número de consultas atendidas por cada doctor sigue siendo muy alto.
En 2011 se estableció en el campamento el centro Shams para la Prevención y el Tratamiento de Enfermedades No Contagiosas en cooperación con UNRWA, la Autoridad Nacional Palestina, el Hospital Augusta Victoria de Jerusalén y el Hospital St. John Eye. Es el único centro de referencia de UNRWA para enfermedades no contagiosas y se ha especializado en diabetes, recogiendo pacientes de la Cisjordania meridional y realizando análisis para el sur y el centro de Cisjordania.

## Economía
UNRWA proporciona lotes de alimentos a 630 refugiados en situación de especial vulnerabilidad, un 4% del total de refugiados en el campamento. La Unidad de Intervención en momentos de Crisis de UNRWA proporciona cobertura a aquellos refugiados cuyos hogares resultan dañados por las frecuentes incursiones del ejército israelí, incluyendo la reparación de puertas y ventanas rotas y la derivación de víctimas con problemas psicológicos a servicios de asistencia mental y legal.
Además, el Programa de Emergencia Dinero-Por-Trabajo proporciona oportunidades laborales dentro del campamento con una duración máxima de dos o tres meses, especialmente centradas en familias que no pueden obtener los alimentos que necesitan. Estos trabajos incluyen la reparación del alcantarillado y la cementación de calles y carreteras, entre otros.

## Infraestructuras
Muchas de las calles han sido asfaltadas, si bien siguen siendo bastante estrechas. Según UNRWA, todo el campamento tiene acceso a las redes de agua y electricidad de Belén, aunque el 5% del campamento sigue sin estar conectado al sistema público de alcantarillado. Esta parte del campamento recurre al uso de pozos de infiltración colectivos.
En el campamento hay también una laboratorio para realizar pruebas al agua corriente que da cobertura a todos los campamentos de refugiados del sur de Cisjordania. Un reciente acuerdo con la autoridad de aguas de Belén proporciona agua al campamento cuatro días al mes, lo que ayuda a las familias a llenar sus tanques de agua y pasar así el resto del mes.

## Miscelánea
El campamento de Dheisheh es uno de los principales lugares en los que transcurre la acción de la novela El viento amarillo (הזמן הצהוב / Ha-Zeman ha-tsahov, 1987), del escritor israelí David Grossman. También aparece citado en varias de las historias de "Un reino de olivos y ceniza", una colección de artículos de múltiples escritores sobre la ocupación israelí de Palestina.